# Frank Reich
Frank Michael Reich Jr. (Freeport, 4 dicembre 1961) è un ex giocatore di football americano e allenatore di football americano statunitense nella National Football League (NFL).
Fu scelto nel corso del terzo giro (57º assoluto) del Draft NFL 1985 dai Buffalo Bills e nella NFL giocò come quarterback anche per Carolina Panthers, New York Jets e Detroit Lions. Al college giocò a football alla University of Maryland, College Park.

## Carriera da giocatore
Reich fu scelto dai Buffalo Bills nel terzo giro del Draft 1985. I Bills avevano già scelto il futuro Hall of Famer Jim Kelly nel 1983 e questi firmò con la squadra nel Bills nel 1986, relegando Reich nel ruolo di riserva. La sua prima partenza come titolare fu quando Kelly si infortunò a una spalla nel 1989 e guidò i Bills a due vittorie consecutive, tra cui una in rimonta contro i precedentemente imbattuti Los Angeles Rams nel Monday Night Football. Reich fece ritorno in campo nel finale della stagione successiva quando Kelly si infortunò nuovamente. Frank guidò i Bills a due vittorie chiave, permettendo alla squadra di vincere la AFC East division e di aggiudicarsi il fattore campo nei play-off.
Il 3 gennaio 1993, Reich guidò i Bills a rimontare uno svantaggio di 38-3 dopo due tempi supplementari contro gli Houston Oilers, vincendo per 41-38. Fu allora la più larga rimonta della storia della NFL e rimane la più ampia nella storia dei playoff. Reich aiutò anche i Bills a battere i Pittsburgh Steelers nel divisional round dei playoff con un punteggio di 23-7 prima di cedere di nuovo le redini della squadra a Kelly, il quale la portò fino al Super Bowl XXVII, dove fu sconfitta dai Dallas Cowboys 52-17. Reich sostituì nuovamente l'infortunato Kelly nel primo tempo del Super Bowl, portando i Bills a segnare 10 punti, mantenendo la gara in equilibrio fino al quarto periodo. Tuttavia, terminò quella partita con 4 intercetti subiti.
Dopo aver guidato i Bills a un'altra vittoria in rimonta nella stagione 1993, Reich fu scelto nell'Expansion Draft NFL 1995 dalla neonata franchigia dei Carolina Panthers. Passò il suo primo touchdown all'ex giocatore dei Bills Pete Metzelaars al Bank of America Stadium. I Panthers avevano scelto nel draft Kerry Collins con l'intenzione di farne il loro quarterback titolare, ma Reich fu il titolare per la maggior parte della prima metà della stagione, fino a quando Collins non si dimostrò pronto per prenderne il posto. L'anno successivo firmò coi New York Jets dove disputò sei gare come titolare nel 1996. Nel 1997, Reich firmò coi Detroit Lions, riunendosi con il suo ex allenatore a Maryland, Bobby Ross. Reich disputò sei gare nel 1997, nessuna come titolare, e sei nel 1998, due delle quali come partente. Si ritirò dal football dopo quell'ultima stagione.

## Carriera da allenatore
L'11 febbraio 2018, Reich fu assunto come nuovo capo-allenatore degli Indianapolis Colts.
Dopo aver perso la sua prima partita in carriera contro i Cincinnati Bengals, Reich ottenne la sua prima vittoria come capo-allenatore contro i Washington Redskins. Nel terzo turno contro la sua ex-squadra, i Philadelphia Eagles, con i Colts in svantaggio 20–16 a pochi secondi dalla fine della partita, Reich decise di sostituire il quarterback titolare Andrew Luck con Jacoby Brissett per fargli provare un Hail Mary pass dalla linea delle 46 yard dei Colts. Brissett lanciò troppo forte e la palla finì oltre la end zone, segnando così la sconfitta della propria squadra. Questa decisione risultò inusuale per molti giornalisti e tifosi, e portò a speculazioni sulla salute della spalla di Luck, il che portò il capo-allenatore Frank Reich e lo stesso Luck a giustificare questa decisione semplicemente puntualizzando che Brissett avesse più forza nel braccio.
Nel quarto turno contro gli Houston Texans, Luck guidò i Colts alla rimonta partendo da uno svantaggio di 28–10 nel terzo quarto, ma la squadra fu sconfitta ai tempi supplementari 37–34, dopo una discutibile decisione di Reich nel tentare di convertire una situazione di quarto down. Successivamente Reich dichiarò che non aveva intenzione di accontentarsi di un pareggio.
Dopo un inizio di stagione con un record di 1–5, Reich guidò i Colts a 10–6, vincendo nove delle ultime dieci partite e portando la squadra ai play-off per la prima volta dal 2014. I Colts divennero la terza squadra nella storia a raggiungere tale risultato partendo da un record di 1–5. I Colts sconfissero gli Houston Texans nel Wild Card Game, ma la loro stagione si concluse con la sconfitta nel divisional round contro i Kansas City Chiefs testa di serie numero uno del tabellone della AFC.
Il 26 gennaio 2023 Reich fu assunto come capo-allenatore dei Carolina Panthers. L'avventura di Reich con i Panthers durò meno di una stagione, venendo esonerato il 27 novembre 2023 con la squadra sul record di 1-10.

### Record come capo-allenatore
| Squadra  | Anno     | Stagione regolare | Stagione regolare | Stagione regolare | Stagione regolare | Stagione regolare  | Play-off | Play-off | Play-off                                                   |
| Squadra  | Anno     | Vinte             | Perse             | Pari              | %                 | Fine stagione      | Vinte    | Perse    | Risultato                                                  |
| -------- | -------- | ----------------- | ----------------- | ----------------- | ----------------- | ------------------ | -------- | -------- | ---------------------------------------------------------- |
| IND      | 2018     | 10                | 6                 | 0                 | .625              | 2° nella AFC South | 1        | 1        | Uscito all'AFC Divisional Game contro i Kansas City Chiefs |
| IND      | 2019     | 7                 | 9                 | 0                 | .438              | 3° nella AFC South | –        | –        | –                                                          |
| IND      | 2020     | 11                | 5                 | 0                 | .688              | 2° nella AFC South | 0        | 1        | Uscito all'AFC Wild Card Game contro i Buffalo Bills       |
| IND      | 2021     | 9                 | 8                 | 0                 | .438              | 2° nella AFC South | –        | –        | –                                                          |
| IND      | 2022     | 3                 | 5                 | 1                 | .389              | Esonerato          | –        | –        | –                                                          |
| CAR      | 2023     | 1                 | 10                | 0                 | .091              | Esonerato          | –        | –        | –                                                          |
| Carriera | Carriera | 41                | 43                | 1                 | .488              |                    | 1        | 2        |                                                            |

## Palmarès
Giocatore
- American Football Conference Championship: 4

Buffalo Bills: 1990, 1991, 1992, 1993
Assistente allenatore
- Super Bowl : 1

Philadelphia Eagles: LII
- National Football Conference Championship: 1

Philadelphia Eagles: 2017